# Trentepohlia faustina
Trentepohlia faustina är en tvåvingeart som beskrevs av Alexander 1945. Trentepohlia faustina ingår i släktet Trentepohlia och familjen småharkrankar. Inga underarter finns listade i Catalogue of Life.